# Podział administracyjny Kościoła katolickiego w Kostaryce
Podział administracyjny Kościoła katolickiego w Kostaryce – w ramach Kościoła katolickiego w Kostaryce funkcjonuje obecnie jedna metropolia, w której skład wchodzi jedna archidiecezja i siedem diecezji.
Jednostki administracyjne Kościoła katolickiego obrządku łacińskiego w Kostaryce:

## Metropolia San José de Costa Rica
- Archidiecezja San José de Costa Rica
  - Diecezja Alajuela
  - diecezja Cartago
  - Diecezja Ciudad Quesada
  - Diecezja Limón
  - Diecezja Puntarenas
  - Diecezja San Isidro de El General
  - Diecezja Tilarán-Liberia